# Sorex averini
Sorex averini is een zoogdier uit de familie van de spitsmuizen (Soricidae). De wetenschappelijke naam van de soort werd voor het eerst geldig gepubliceerd door Zubko in 1937.

## Voorkomen
De soort komt voor in Oekraïne.